# Copa de la Unión Soviética (hockey sobre hielo)
La Copa soviética (del ruso: Кубок СССР по хоккею с шайбой) fue la competición de copa nacional de hockey sobre hielo celebrada en la Unión Soviética. El torneo se disputó, de manera intermitente, entre los años 1951-1989.

## Campeones
- 1989 Krylya Sovetov Moscú
- 1988 CSKA Moscú
- 1979 CSKA Moscú
- 1977 CSKA Moscú
- 1976 Dynamo Moscú
- 1974 Krylya Sovetov Moscú
- 1973 CSKA Moscú
- 1972 Dynamo Moscú
- 1971 Spartak Moscú
- 1970 Spartak Moscú
- 1969 CSKA Moscú
- 1968 CSKA Moscú
- 1967 CSKA Moscú
- 1966 CSKA Moscú
- 1961 CSKA Moscú
- 1956 CSKA Moscú
- 1955 CSKA Moscú
- 1954 CSKA Moscú
- 1953 Dynamo Moscú
- 1952 VVS Moscú
- 1951 Krylya Sovetov Moscú

## Títulos por club
| Títulos | Equipo               | Año                                                                    |
| ------- | -------------------- | ---------------------------------------------------------------------- |
| 12      | CSKA Moscú           | 1954, 1955, 1956, 1961, 1966, 1967, 1968, 1969, 1973, 1977, 1979, 1988 |
| 3       | Krylya Sovetov Moscú | 1951, 1974, 1989                                                       |
| 3       | Dynamo Moscú         | 1953, 1972, 1976                                                       |
| 2       | Spartak Moscú        | 1970, 1971                                                             |
| 1       | VVS Moscú            | 1952                                                                   |